# Friedrich von Vely-Jungkenn

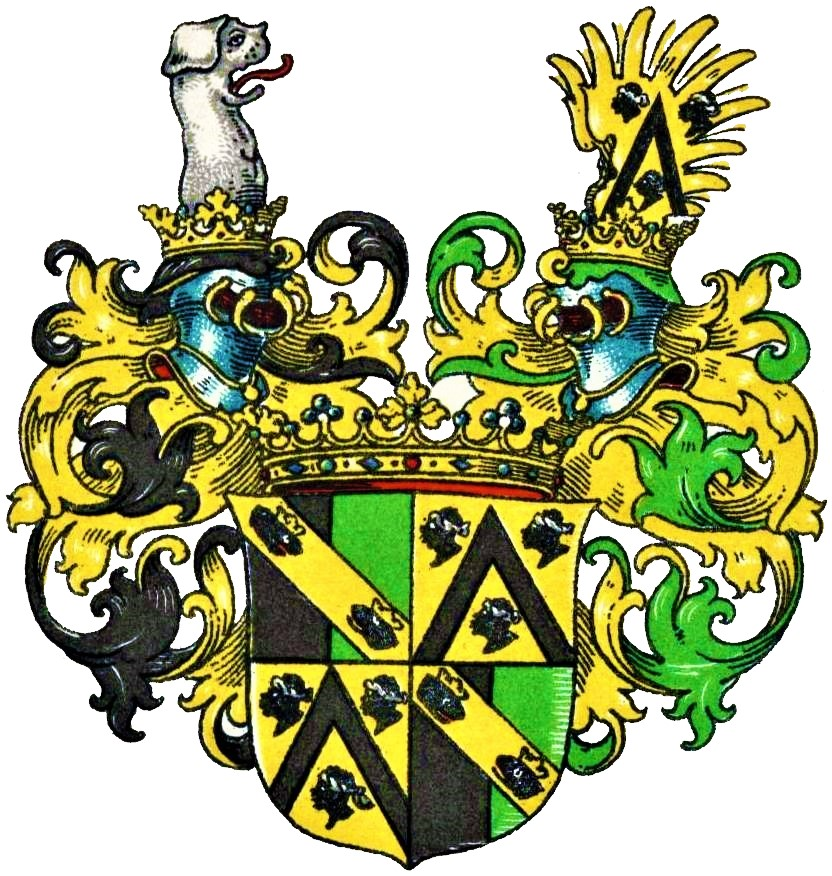
Wappen derer von Vely-Jungkenn im Wappenbuch des Westfälischen Adels

Friedrich Ludwig Conrad von Vely-Jungkenn (* 5. Oktober 1802; † 28. November 1887 auf Schloss Hüffe) war ein deutscher Rittergutsbesitzer, Politiker und Autor.

## Leben
Nach dem Tod von Friedrich Christian Arnold von Jungkenn erbte dessen Nichte Frederike von Romberg, eine Enkelin des Generalleutnants Martin Eberhard von Jungkenn. Sie heiratete den aus Frankreich emigrierten Baron François de Vély. Da Jungkenns Testament den Erhalt des Namens bestimmte, nahm das Paar den Namen von Vely-Jungkenn an. Friedrich von Vely-Jungkenn war das einzige Kind dieser Ehe und erbte damit Schloss Hüffe und die dazugehörigen Güter.
Von 1843 bis 1845 gehörte er dem Provinziallandtag der Provinz Westfalen an. 1847 war er Mitglied des ersten und 1848 des zweiten Vereinigten Landtags.
Von Vely-Jungkenn war bayerischer Kammerherr. Er war Ritter des St. Johanniter-Malteser-Ordens und Mitglied von mehreren historischen Gesellschaften und Autor historischer Schriften.

## Werke
- Beitrag zu der Geschichte des Jagdrechts in dem Fürsthume Minden und in der Grafschaft Ravensberg, 1841

## Wappen
Blasonierung: Quadriert. Felder 1 und 4 gespalten, rechts schwarz, links grün, darüber ein rechtsschräger goldener Balken mit zwei schwarzen gegeneinander gerichteten goldgekrönten Salamanderköpfen belegt; Felder 2 und 3 in Gold schwarzer Sparren von drei Mohrenköpfen vorwärts, auch rechtssehend, begleitet. Über dem Schild liegt die Marquiskrone. Zwei gekrönte Helme: I. ein silberner Brackenkopf; II. ein zusammengelegter goldener Flug, darauf der Sparren mit den Mohrenköpfen. Die Helmdecken sind rechts schwarz-golden, links grün-golden.